# Mój dom (utwór)
"Mój dom" – utwór rozpoczynający płytę Mój dom, mylnie kojarzony był powszechnie z utworem We care a lot Faith No More. Jest drugim co do najkrótszych utworów znajdujących się na płycie, trwa bowiem 2 minuty i 35 sekund. Krótszy jest tylko utwór Twój cały świat (1:17). Autorem tekstu oraz kompozytorem utworu jest gitarzysta zespołu, Kuba Płucisz. Utwór ma dość toporne hardrockowe brzmienie połączone z melodyjną solówką gitarową w wykonaniu gitarzysty Piotra Łukaszewskiego. Od tytułu utworu, zaczerpnięto nazwę dla CD.
Pierwsze zarysy brzmieniowe utworu pojawiały się już na próbach zespołu w 1990 roku, kiedy to zespół odbywał próby w warszawskim studiu S-4. Pierwotny riff przyniósł gitarzysta Kuba Płucisz. Kolejne modyfikacje dotyczyły tekstu. Muzycy szlifowali go w studiu S-4 podczas sesji nagraniowej do albumu Mój dom w kwietniu 1991 roku.
Tekst utworu jest krótką refleksyjną opowieścią na temat życia w Polsce w pierwszej połowie lat 90. Tekst opowiada o problemach i kolejkach po pracę, o szarej rzeczywistości jaka wtedy panowała w kraju. Utwór stał się w tamtym okresie jednym z największych przebojów radomskiej formacji, oraz swoistym "Hymnem pokolenia pierwszej połowy lat 90." W utworze tym, podobnie jak i później (Znamię), wokalista grupy, Artur Gadowski śpiewa w konwencji rapowanej.
Zespół wystąpił z tym utworem podczas swojego debiutanckiego występu na Festiwalu w Jarocinie w sierpniu 1991 roku. Kompozycja została zagrana także podczas dwóch następnych wizyt zespołu na tym festiwalu.
Utwór bardzo często był grany przez zespół na koncertach akustycznych, m.in. został zagrany na koncercie "Bez prądu" w studiu Polskiego Radia Łódź w kwietniu 1994 roku, oraz na koncercie "Dwa światy" w Filharmonii Pomorskiej w Bydgoszczy w maju 1994 roku, pod batutą Grzegorza Daronia.
Kompozycja znalazła się także na dwóch składankach koncertowych zespołu z 1993 oraz 2004 roku, gdzie odpowiednio na pierwszej trwa 2 minuty i 21 sekund, oraz na drugiej 3 minuty i 37 sekund. Utwór został także zagrany na specjalnym koncercie zespołu, który się odbył 24 czerwca 2002 roku w studiu Programu III Polskiego Radia im. Agnieszki Osieckiej. Utwór Mój dom został zagrany także podczas koncertu grupy, który się odbył na "Muzycznej Scenie Empiku" w październiku 2007 roku w Warszawie.
Mój dom znalazł się także na płycie z serii 25 lat listy przebojów Trójki, która zawiera największe przeboje 1991 roku.
Piosenka jest do dziś regularnie grana przez zespół na koncertach i mimo upływu wielu lat, wciąż porywa tłumy fanów na koncertach. Od 2003 roku, przed każdym wykonaniem utworu Mój dom, zespół gra krótkie przygrywki góralskie.

## Mój dom na koncertach
Tytułowy utwór, jako pierwszy z płyty był promowany na koncertach, oraz na listach przebojów. Utwór regularnie pojawiał się na koncertach począwszy od 1991 a skończywszy na 1995 roku. W międzyczasie został m.in. 3-krotnie zagrany na Festiwalu w Jarocinie, oraz Festiwalu "Odjazdy". Wszedł także w skład koncertowej płyty IRA Live z grudnia 1993 roku. Po zawieszeniu działalności przez zespół, utwór sporadycznie pojawiał się na koncertach solowych Gadowskiego, przeważnie na wyraźne naleganie ze strony fanów. Grany był regularnie podczas koncertów grupy w USA oraz Kanadzie w 2001 roku. Od momentu reaktywacji grupy, utwór ponownie grany jest regularnie na każdym koncercie zespołu.

## Teledysk
Do utworu powstał również teledysk, został nakręcony przez firmę LUZ, która sfinansowała nakręcenie tego clipu. Teledysk do tego utworu, był pierwszym jaki powstał do utworów z płyty Mój dom. Reżyserem clipu była firma LUZ. Teledysk był bardzo często puszczany w programach o tematyce rockowej, m.in. "Clipol" oraz "Rock Noc". W powstaniu teledysku do utworu pomagał zespołowi Kuba Wojewódzki. Teledysk przedstawia zespół, występujący w kowbojskich butach.
(Źródło: Wywiad z Piotrem Łukaszewskim, miesięcznik Brum 1993 rok)
Artur Gadowski o utworze "Mój dom":
"Kiedy powstawała ta piosenka byliśmy pełni nadziei. Wydawało się, że u każdego w chacie będzie jak u Carringtonów. Zmiany skończyły się na tym że nie ma już szarych ulic. Jest bardziej kolorowo, ale kolejki po pracę tworzą się dalej."
(Źródło: Miesięcznik Teraz Rock nr.10/2007)

## Twórcy
IRA
- Artur Gadowski – śpiew, chór
- Wojtek Owczarek – perkusja
- Piotr Sujka – gitara basowa, chór
- Kuba Płucisz – gitara rytmiczna
- Piotr Łukaszewski – gitara prowadząca

Produkcja
- Nagrywany oraz miksowany: Kwiecień 1991 roku w Studio S-4 w Warszawie
- Producent muzyczny: Leszek Kamiński, IRA
- Realizator nagrań: Leszek Kamiński
- Aranżacja: Kuba Płucisz
- Tekst piosenki: Kuba Płucisz
- Sponsor zespołu: Firma "Kontakt" z Radomia
- Wytwórnia: Kontakt / TOP Music

## Inne wersje
- Koncertowa wersja z Festiwalu w Jarocinie w sierpniu 1991 roku
- Koncertowa wersja z koncertu WOŚP, bezpośrednio transmitowanego przez TV, w styczniu 1993 roku
- Koncertowa wersja z płyty IRA Live z 1993 roku
- Akustyczna wersja z koncertu w polskim radiu w 1994 roku
- Akustyczna wersja wykonana wraz z orkiestrą symfoniczną w koncercie "Dwa światy" w maju 1994 roku
- Koncertowa wersja z koncertu Przystanek Woodstock w lipcu 1995 roku
- Koncertowa wersja wykonana w studiu III Programu Polskiego Radia w czerwcu 2002 roku
- Koncertowa wersja wykonana podczas koncertu Live 15-lecie, we wrześniu 2003 roku
- Koncertowa wersja z urodzinowego koncertu w Krakowie w 2006 roku

## Notowania
| Pozycja | 41 | 39 | 31 | 19 | 23 | 20 | 20 | 12 | 12 | 11 | 11 | 9 | 8 | 8 | 6 | 9 | 9 | 16 | 16 | 13 | 21 | 27 |

- Utwór znajdował się na liście od 28 czerwca, do 15 listopada 1991 roku. Łącznie na liście znajdował się przez 22 tygodnie.